# Cybaeodes gallinera
Espèce
Cybaeodes gallinera est une espèce d'araignées aranéomorphes de la famille des Liocranidae.

## Distribution
Cette espèce est endémique de la Communauté valencienne en Espagne,. Elle se rencontre dans le milieu souterrain superficiel à La Vall de Gallinera.

## Description
Le mâle holotype mesure 4,30 mm.

## Systématique et taxinomie
Cette espèce a été décrite par Ribera et Domènech en 2025.

## Étymologie
Son nom d'espèce lui a été donné en référence au lieu de sa découverte, La Vall de Gallinera.

## Publication originale
- Ribera, Ortuño, Jiménez-Valverde & Domènech, 2025 : « Two new species of Cybaeodes Simon, 1878 (Araneae, Liocranidae) and description of the male of C. magnus Ribera & De Mas, 2015 from the MSS in the eastern Prebaetic Mountain Range (eastern Spain). » European Journal of Taxonomy, vol. 1004, p. 39-57 (texte intégral).).